# Identitätssatz für holomorphe Funktionen
Der Identitätssatz für holomorphe Funktionen ist ein wichtiger Satz der Funktionentheorie. Er besagt, dass aufgrund der starken Einschränkungen an holomorphe Funktionen oft schon die lokale Gleichheit zweier solcher Funktionen ausreicht, um diese auch global zu folgern. Eine wichtige Verallgemeinerung ist der Identitätssatz für Riemannsche Flächen.

## Identitätssatz
Seien {\displaystyle f} und {\displaystyle g} holomorphe Funktionen auf einer Umgebung {\displaystyle U}  von {\displaystyle z_{0}} und sei {\displaystyle z_{0}} ein Häufungspunkt der Koinzidenzmenge {\displaystyle \{z\in U\mid f(z)=g(z)\}}, dann existiert eine Umgebung {\displaystyle V} von {\displaystyle z_{0}} mit {\displaystyle f(z)=g(z)} auf ganz {\displaystyle V}.

## Identitätssatz für Gebiete
Für Gebiete, insbesondere da sie zusammenhängend sind, lässt sich die Aussage des Identitätssatzes leicht verschärfen und wird auch  fundamentaler Satz der Funktionentheorie genannt.

### Aussage
Seien {\displaystyle G\subseteq \mathbb {C} } ein Gebiet und {\displaystyle f} und {\displaystyle g} auf diesem Gebiet holomorphe Funktionen. Dann sind folgende Aussagen äquivalent:
1. {\displaystyle f(z)=g(z)} für alle {\displaystyle z\in G}, das heißt die Funktionen stimmen auf dem ganzen Gebiet überein.
2. Die Koinzidenzmenge {\displaystyle \{z\in G\mid f(z)=g(z)\}} hat einen Häufungspunkt in {\displaystyle G}.
3. Es gibt ein {\displaystyle z\in G}, so dass {\displaystyle f^{(n)}(z)=g^{(n)}(z)} für alle {\displaystyle n\in \mathbb {N} _{0}}, das heißt in einem Punkt von {\displaystyle G} stimmen die Funktionen und alle ihre Ableitungen überein.

### Beweis
Holomorphe Funktionen sind analytisch, d. h. lokal jeweils durch ihre Taylorreihe darstellbar.
- 2. folgt sofort aus 1., da jeder Punkt in {\displaystyle G} ein Häufungspunkt von {\displaystyle G} ist.
- 3. folgt aus 2. durch Widerspruchsbeweis. Sei {\displaystyle z_{0}} ein Häufungspunkt der Koinzidenzmenge. Ohne Einschränkung können wir {\displaystyle z_{0}=0} voraussetzen. Annahme: Es gibt ein {\displaystyle n\in \mathbb {N} _{0}} mit {\displaystyle f^{(n)}(0)\neq g^{(n)}(0)}. Sei {\displaystyle N} das kleinste solche. Dann ist in einer Umgebung der Null {\displaystyle f(z)-g(z)=z^{N}h(z)} mit {\displaystyle h(z)=\sum \limits _{n=0}^{\infty }{\frac {f^{(N+n)}(0)-g^{(N+n)}(0)}{(N+n)!}}z^{n}} und die Nullstellenmenge von {\displaystyle h} ist gleich der Koinzidenzmenge, da {\displaystyle h} stetig ist. Insbesondere gilt {\displaystyle 0=h(0)={\frac {f^{(N)}(0)-g^{(N)}(0)}{N!}}} im Widerspruch zur Minimalität von {\displaystyle N}.
- 1. folgt aus 3., weil {\displaystyle G} zusammenhängend ist. Es genügt zu zeigen, dass die Menge {\displaystyle A=\{z\in G|\forall n\in \mathbb {N} _{0}:f^{(n)}(z)=g^{(n)}(z)\}} nichtleer, offen und abgeschlossen in {\displaystyle G} ist. Ersteres gilt nach Voraussetzung, letzteres ist klar, da {\displaystyle \textstyle A=\bigcap _{n\in \mathbb {N} _{0}}A_{n}} ist, wobei die {\displaystyle A_{n}=\{z\in G|f^{(n)}(z)=g^{(n)}(z)\}=(f^{(n)}-g^{(n)})^{-1}(\{0\})} als stetige Urbilder der abgeschlossenen Menge {\displaystyle \{0\}} wieder abgeschlossen sind und der Durchschnitt abgeschlossener Mengen wieder abgeschlossen ist. Schließlich ist {\displaystyle A} offen: Ist {\displaystyle z\in A}, dann ist {\displaystyle f-g} als analytische Funktion in einer Umgebung von {\displaystyle z} gleich ihrer Taylorreihe, also identisch null. Diese Umgebung gehört also auch zu {\displaystyle A}.

### Beispiel
Beim zweiten Punkt ist es essentiell, dass der Häufungspunkt im Gebiet {\displaystyle G} und nicht auf dessen Rand liegt. Betrachte dazu folgendes Beispiel:
Die Funktion {\displaystyle \sin({\tfrac {1}{z}})} ist holomorph auf {\displaystyle \mathbb {C} \setminus \{0\}}, die Folge {\displaystyle z_{n}={\tfrac {1}{n\pi }}} liegt darin und konvergiert gegen 0. Also ist 0 ein Häufungspunkt der Folge {\displaystyle (z_{n})} und es gilt {\displaystyle \sin({\tfrac {1}{z_{n}}})=\sin(n\pi )=0}, aber natürlich gilt auch {\displaystyle \sin({\tfrac {1}{z}})\not \equiv 0}. Also stimmt {\displaystyle \sin({\tfrac {1}{z}})} auf der Menge der {\displaystyle z_{n}} (die den Häufungspunkt 0 besitzt) mit der Nullfunktion überein, aber offensichtlich nicht auf ganz {\displaystyle \mathbb {C} \setminus \{0\}}.

## Folgerungen
Eindeutige Fortsetzbarkeit reeller Funktionen
Eine wesentliche Folgerung aus dem Identitätssatz ist die eindeutige Fortsetzbarkeit reeller Funktionen:
Kann man eine reelle Funktion holomorph auf die komplexe Ebene fortsetzen (dies ist im Allgemeinen nicht möglich), so ist diese Fortsetzung eindeutig.
Der komplexe Sinus ist daher  wirklich die einzige holomorphe Fortsetzung des reellen Sinus. Insbesondere gelten auch die Additionstheoreme für den komplexen Sinus.
Sonderfall g=0
Ein Sonderfall des Identitätssatzes für Gebiete, der sehr häufig angewendet wird, ergibt sich mit {\displaystyle g=0}:
Hat die Nullstellenmenge von {\displaystyle f} in einem Gebiet {\displaystyle G} einen Häufungspunkt, so gilt {\displaystyle f\equiv 0} auf ganz {\displaystyle G}.
Nullteilerfreiheit des Rings der holomorphen Funktionen
Der Ring der holomorphen Funktionen auf einem Gebiet {\displaystyle G} ist nullteilerfrei, d. h. aus {\displaystyle fg\equiv 0} folgt stets {\displaystyle f\equiv 0} oder {\displaystyle g\equiv 0}. Seien hierzu {\displaystyle f,g\colon G\to \mathbb {C} } holomorph mit {\displaystyle f\not \equiv 0} und {\displaystyle fg\equiv 0}. Dann gibt es einen Punkt {\displaystyle z_{0}} in {\displaystyle G} und eine Umgebung {\displaystyle U} von {\displaystyle z_{0}} mit {\displaystyle f(z)\neq 0} für alle {\displaystyle z\in U}. Dann gilt aber {\displaystyle g|_{U}\equiv 0}, und somit {\displaystyle g\equiv 0} nach dem Sonderfall.
Identitätssatz für Potenzreihen
Es seien
{\displaystyle \sum _{\nu =0}^{\infty }a_{\nu }(x-x_{0})^{\nu }}  und  {\displaystyle \sum _{\nu =0}^{\infty }b_{\nu }(x-x_{0})^{\nu }}
zwei Potenzreihen um den gleichen Entwicklungspunkt {\displaystyle x_{0}} mit reellen oder komplexen Koeffizienten {\displaystyle a_{\nu }} bzw. {\displaystyle b_{\nu }} und einem gemeinsamen nichttrivialen Konvergenzbereich {\displaystyle I}. Stimmen die Werte für alle {\displaystyle x_{n}} einer Folge ({\displaystyle x_{n}}) mit {\displaystyle I\ni x_{n}\neq x_{0}} und {\displaystyle x_{n}\rightarrow x_{0}} überein, so sind die Reihen identisch, d. h.
{\displaystyle a_{\nu }=b_{\nu }\qquad (\nu \in \mathbb {N} _{0})}
Der Beweis ergibt sich induktiv über gliedweise Differentiation einer Potenzreihe aus dem Identitätssatz für holomorphe Funktionen.
Identitätssatz für Polynome
Der Identitätssatz für Polynome ist ein Spezialfall des Identitätssatzes für Potenzreihen und ist Grundlage für den Koeffizientenvergleich.

## Mehrere Veränderliche
In der Funktionentheorie mehrerer Veränderlicher treten Nullstellenmengen mit Häufungspunkten auf. Die holomorphe Funktion {\displaystyle \mathbb {C} ^{2}\rightarrow \mathbb {C} ,(z_{1},z_{2})\mapsto z_{1}-z_{2}} verschwindet auf der Geraden {\displaystyle \{(z,z)\mid z\in \mathbb {C} \}} ohne selbst die Nullfunktion zu sein. In der Funktionentheorie mehrerer Veränderlicher gilt ein Identitätssatz in folgender Form:
- Ist {\displaystyle G\subset \mathbb {C} ^{n}} ein Gebiet und sind {\displaystyle f,g:G\rightarrow \mathbb {C} } zwei holomorphe Funktionen, die auf einer nicht-leeren offenen Teilmenge von {\displaystyle G} übereinstimmen, so ist {\displaystyle f=g} auf ganz {\displaystyle G}.